# Jaguar E-Pace
La Jaguar E-Pace (nome in codice "X540") è un'autovettura del tipo crossover SUV prodotto dalla casa automobilistica britannica Jaguar dal 2017, ed è inoltre il secondo modello a essere costruita dalla Jaguar nella categoria dei SUV.

## Presentazione
La Jaguar E-Pace è stata svelata in anteprima online nel luglio 2017 mentre la presentazione ufficiale al pubblico è avvenuta in seguito al salone dell'automobile di Francoforte.
Il design, realizzato da Ian Callum, riprende il family feeling della Jaguar F-Pace, un SUV presentato nel 2016, con elementi come i fari a goccia ispirati a quelli della sportiva Jaguar F-Type. 
La vettura si basa sulla stessa piattaforma D8 a trazione anteriore o integrale condivisa con la Range Rover Evoque ma ampiamente rivista con nuovi montanti delle sospensioni in alluminio e parte del pavimento del telaio in alluminio.

## Profilo e caratteristiche

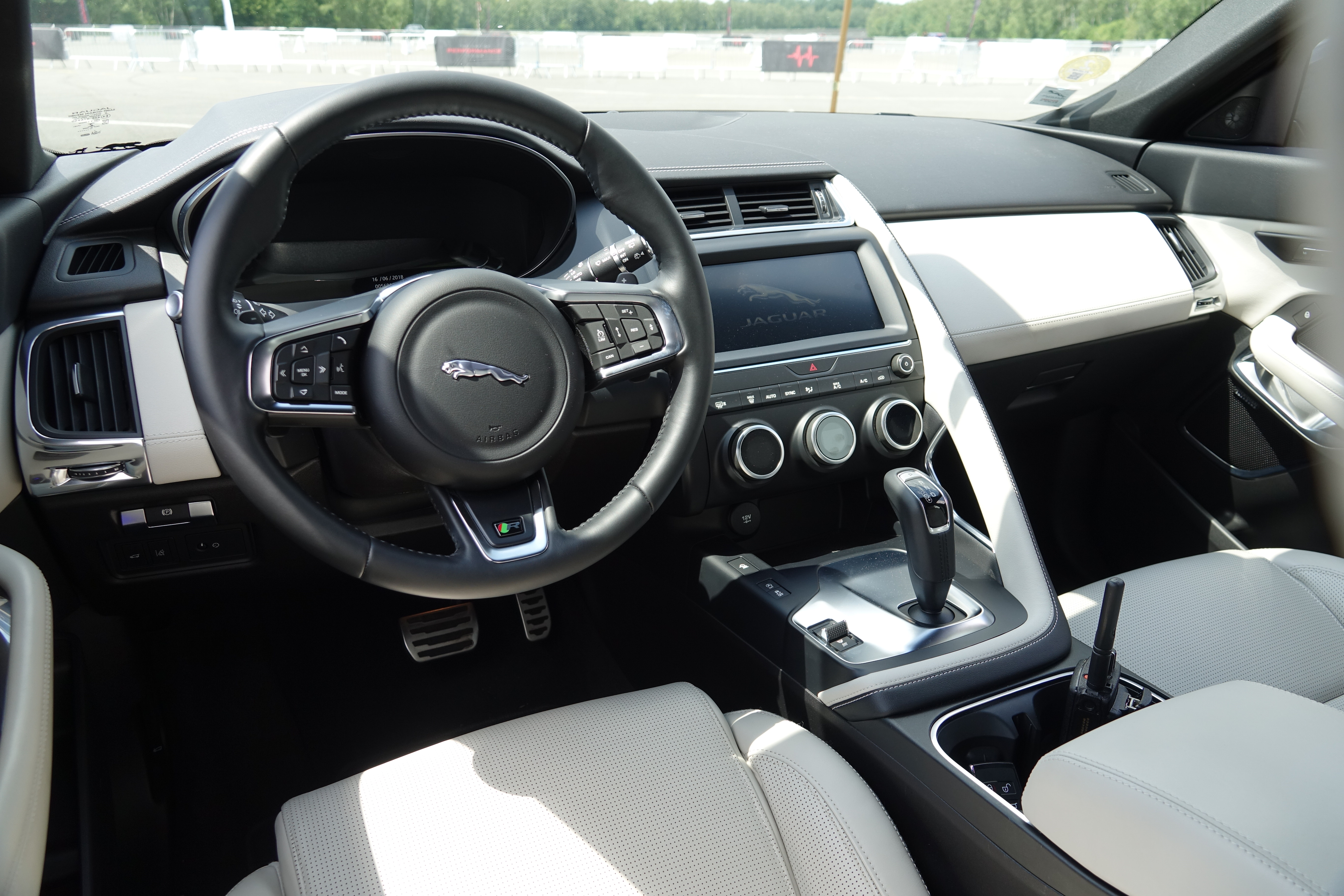
Gli interni

La E-Pace è il primo crossover SUV prodotta in serie dalla Jaguar a partire dalla prima metà del 2017.  Essa si inserisce nella categoria dei SUV definiti "compact", quali BMW X2, Audi Q3 e Mercedes-Benz GLA. La produzione avviene in Austria nello stabilimento di Graz della Magna Steyr.
Dal luglio 2018 viene prodotta anche in Cina per il solo mercato locale dalla joint venture Chery-Jaguar Land Rover Automotive nell’impianto di Changshu.

### Design
Il design della E-Pace è in linea con gli altri modelli del marchio, presentandosi con un frontale particolarmente imponente, grazie alla grande calandra quadrata tipica delle ultime vetture della casa e ai fanali a sviluppo orizzontale, e in generale una linea sportiva per un SUV, come tipico delle ultime vetture Jaguar. 
Gli interni presentano soluzioni tecnologiche come il display centrale touch-screen con possibilità di connessione a internet e funzione "Split-View" e la strumentazione digitale. Sono disponibili inoltre varie tipologie di sedili, rivestiti con diversi pellami o tessuti tecnici sportivi, inserti in alluminio o legno, plancia rivestita in pelle e parte superiore dell'abitacolo in microfibra.

### Meccanica e motori
La trazione è integrale, sviluppata in collaborazione con Land Rover, anche se per alcune motorizzazioni è disponibile la versione a 2 ruote motrici anteriori. È disponibile anche un sistema che adatta la risposta e l'assetto della vettura al tipo di fondo stradale, simile al ”Terrain Response” dei modelli Land Rover.
Per quanto riguarda i propulsori, al lancio sono disponibili le seguenti motorizzazioni:
- Diesel 2.0 Ingenium da 150 e 180 CV (anche con cambio automatico e/o trazione anteriore);
- Diesel 2.0 Ingenium biturbo da 240 CV ;
- Benzina 2.0 Turbo Ingenium da 200, 249 e 300 CV;

## Restyling 2020

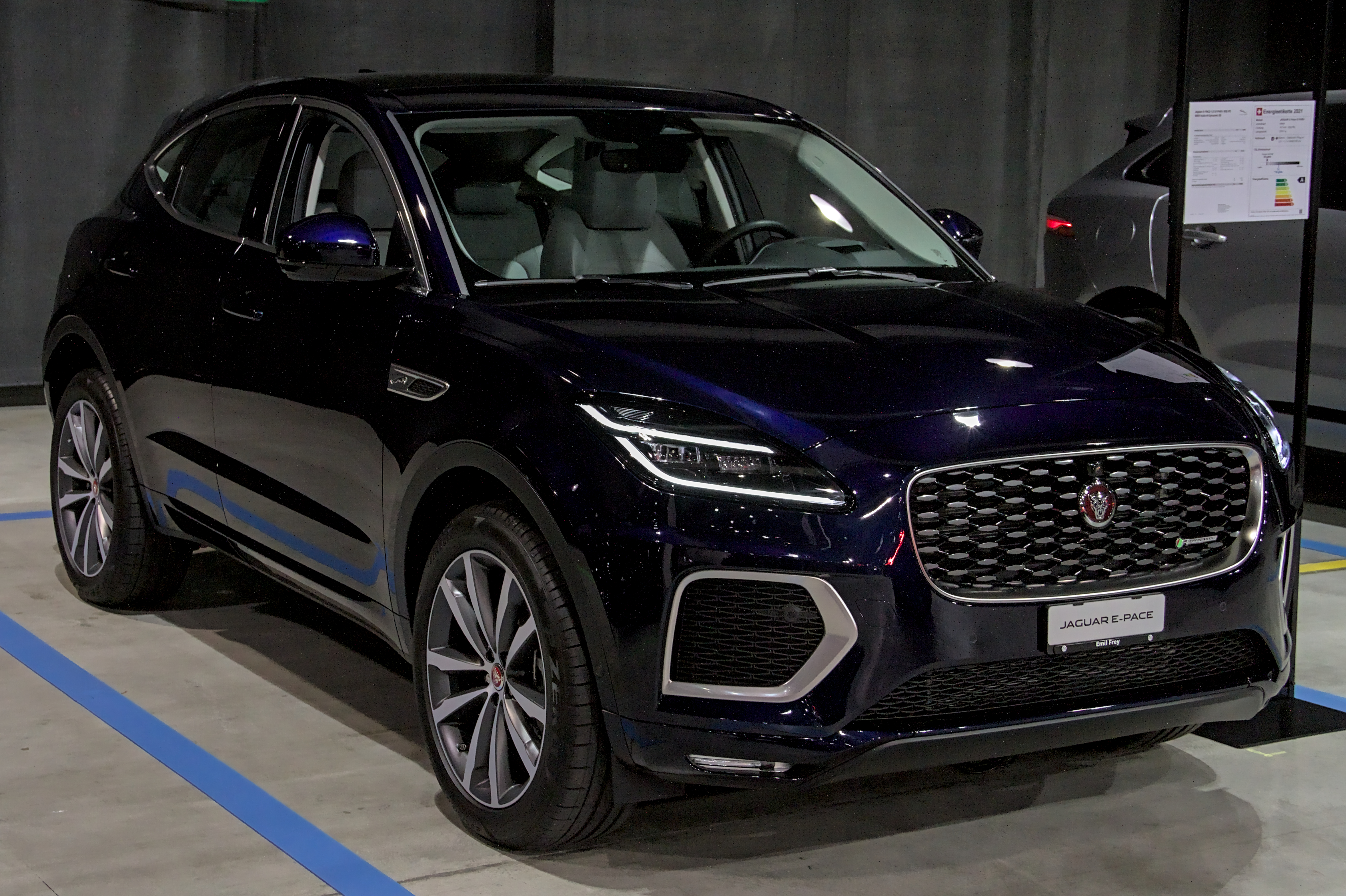
Restyling 2020

Nell'ottobre 2020 la vettura è stata sottoposta ad un corposo restyling di metà carriera, che interessato in modo significativo il pianale pur mantenendo la stessa struttura della carrozzeria, la meccanica con nuove motorizzazioni tra cui un ibrido tre cilindri e gli interni ripresi dalla I-Pace. Meno incivisi i cambiamenti agli esterni, che si limitano ad una diversa trama interni dei fari anteriori e a modifiche di dettaglio ai paraurti.